# Campionat del Món de Trial 1987
La temporada de 1987 del Campionat del Món de trial fou la 13a edició d'aquest campionat, organitzat per la FIM. El calendari oficial constava de 12 proves puntuables, celebrades entre el 5 de març i el 13 de setembre.
Jordi Tarrés va guanyar el primer dels set títols mundials que va obtenir al llarg de la seva carrera, xifra que el situa com al tercer pilot amb més títols mundials en la història del trial, superat només per Dougie Lampkin (que en té també set de trial a l'aire lliure i cinc de trial indoor) i Toni Bou (amb 18 mundials a l'aire lliure i 18 d'indoor a data del 2024).
Aquella era la primera vegada que un català (i un pilot de Beta) guanyava el mundial. A més, Tarrés representa un punt d'inflexió en el trial en motocicleta pel que fa a l'estil de pilotatge, ja que hi introduí les tècniques de conducció del trialsín -el trial en bicicleta-, esport del qual procedia.

## Resum de la temporada
Jordi Tarrés va guanyar el seu primer títol de forma clara, amb set victòries i tres podis a les onze proves que acabà de les dotze puntuables. El subcampió, Diego Bosis, només en va guanyar una (Estats Units), mentre que dos catalans més en van guanyar també una cadascun, tots dos amb motos catalanes: Gabino Renales a Bèlgica amb la Gas Gas i Lluís Gallach el Trial de Sant Llorenç amb la Mecatecno. Les altres dues victòries van ser per a Steve Saunders, quart classificat final. El campió de l'any anterior, Thierry Michaud, va quedar tercer sense haver obtingut cap victòria (però vuit podis) en tota la temporada.

### Novetats
Steve Saunders va canviar aquell any d'Honda a Fantic, com a company d'equip de Michaud, deixant Eddy Lejeune com a l'únic pilot oficial de la marca japonesa. Philippe Berlatier va canviar d'Aprilia a Montesa (una històrica marca que havia estat absorbida per Honda el 1986) alhora que Diego Bosis passava de Montesa a Aprilia, en un intercanvi de pilots de primera línia. Bernie Schreiber va deixar Yamaha per a pilotar una Fantic, essent, a 27 anys, el pilot més veterà del campionat. L'americà només va disputar la primera prova, el Trial de Sant Llorenç, i la dels Estats Units i es retirà tot seguit de les competicions internacionals.
Pascal Couturier va deixar la JCM en fitxar per Merlin i el seu lloc a l'equip francès l'ocupà Tony Scarlett.

## Sistema de puntuació
Barem de puntuació a partir de 1984:
| Posició | 1  | 2  | 3  | 4  | 5  | 6  | 7 | 8 | 9 | 10 | 11 | 12 | 13 | 14 | 15 |
| Punts   | 20 | 17 | 15 | 13 | 11 | 10 | 9 | 8 | 7 | 6  | 5  | 4  | 3  | 2  | 1  |

## Calendari
| Ronda | Data           | Prova          | Lloc                    | Guanyador      |
| ----- | -------------- | -------------- | ----------------------- | -------------- |
| 1     | 5 de març      | Espanya        | Sant Llorenç de Morunys | Lluís Gallach  |
| 2     | 12 de març     | Bèlgica        | Bilstain                | Gabino Renales |
| 3     | 19 de març     | Gran Bretanya  | Merthyr Tudful          | Steve Saunders |
| 4     | 25 de març     | Irlanda        | Newtownards             | Jordi Tarrés   |
| 5     | 24 de maig     | Alemanya       | Kiefersfelden           | Jordi Tarrés   |
| 6     | 31 de maig     | França         | Les Rousses             | Steve Saunders |
| 7     | 21 de juny     | Estats Units   | Bodines                 | Diego Bosis    |
| 8     | 12 de juliol   | Àustria        | Spital am Semmering     | Jordi Tarrés   |
| 9     | 19 de juliol   | Itàlia         | Falcade                 | Jordi Tarrés   |
| 10    | 30 d'agost     | Txecoslovàquia | Ricany                  | Jordi Tarrés   |
| 11    | 6 de setembre  | Suïssa         | Grimmialp               | Jordi Tarrés   |
| 12    | 13 de setembre | Suècia         | Hällefors               | Jordi Tarrés   |

Notes
1. ↑  A Baviera
2. ↑  A Diemtigen

## Classificació final
| Posició | Pilot              | Motocicleta | Punts |
| ------- | ------------------ | ----------- | ----- |
| 1       | Jordi Tarrés       | Beta        | 202   |
| 2       | Diego Bosis        | Aprilia     | 170   |
| 3       | Thierry Michaud    | Fantic      | 168   |
| 4       | Steve Saunders     | Fantic      | 127   |
| 5       | Philippe Berlatier | Montesa     | 97    |
| 6       | Pascal Couturier   | Merlin      | 92    |
| 7       | Renato Chiaberto   | Beta/Fantic | 84    |
| 8       | Donato Miglio      | Garelli     | 83    |
| 9       | Eddy Lejeune       | Honda       | 81    |
| 10      | Gabino Renales     | Gas Gas     | 77    |
| 11      | Tony Scarlett      | JCM         | 72    |
| 12      | Andreu Codina      | Montesa     | 69    |
| 13      | Lluís Gallach      | Mecatecno   | 59    |
|         |                    |             |       |
| 21      | Joan Freixas       | Merlin      | 10    |